# وات‌متر
وات متر ابزاری برای سنجش توان الکتریکی است. این وسیله قادر است تا توان الکتریکی در مدارات را اندازه‌گیری کند.

## الکترودینامیک

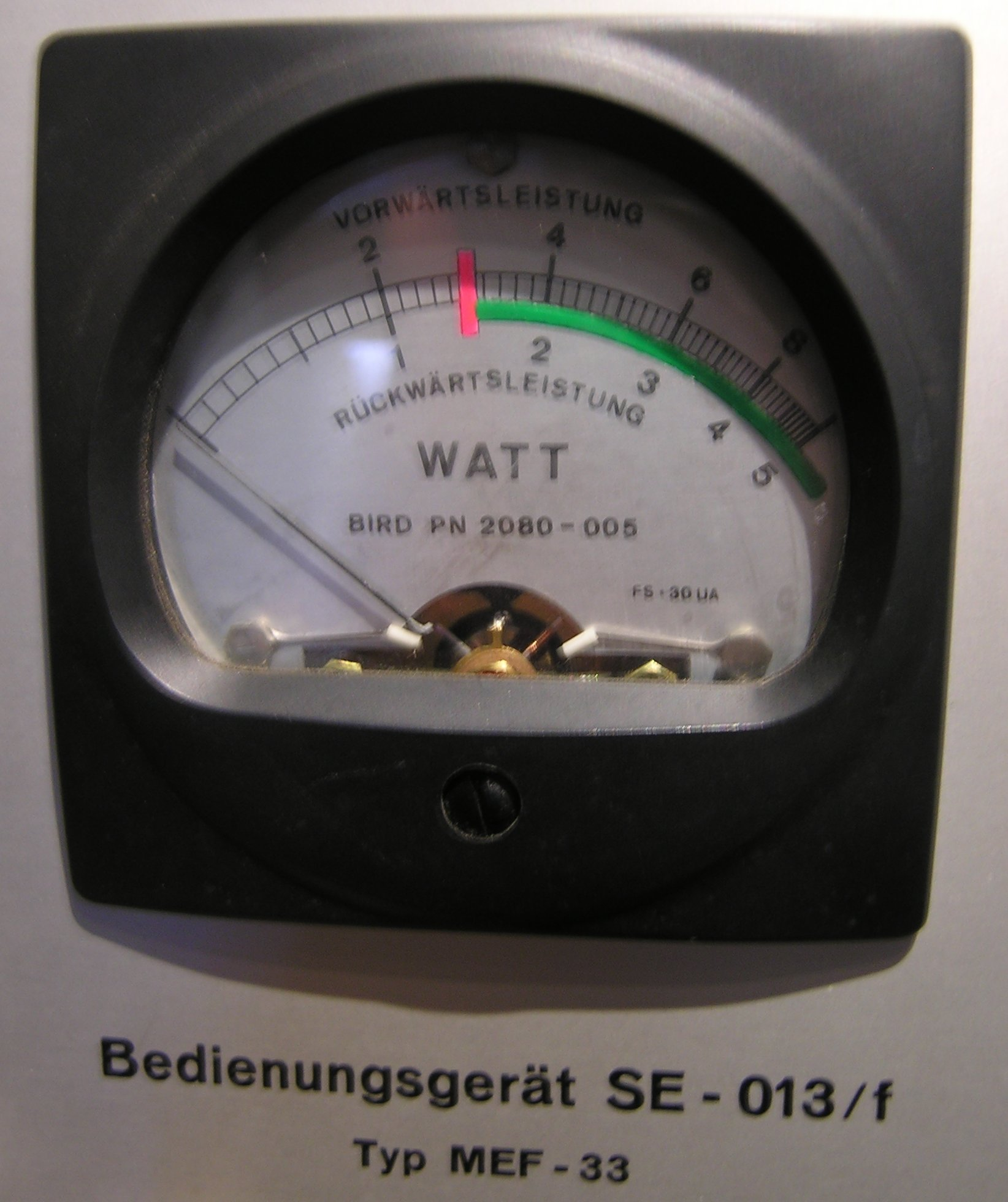

واتمترهای آنالوگ قدیمی عموماً از نوع الکترومغناطیس کلاسیک بودند که شامل یک کویل ثابت معروف به کویل جریان و یک کویل متحرک مشهور به کویل پتانسیل.
کویل جریان به صورت سری و کویل ولتاژ به صورت موازی به مدار بسته می‌شوند.
P=VI.

## وات متر دیجیتال
واتمترهای جدید از نوع دیجیتالی هستند که در هر ثانیه از جریان و ولتاژ نمونه گیری می‌کنند و توان را از ضرب آنها به دست می‌آورند.